# Jolanta Saczko
Jolanta Ewa Saczko (zm. 23 czerwca 2023) – polska biochemiczka, prof. dr hab.

## Życiorys
W 1987 r. ukończyła studia biologiczne na Uniwersytecie Wrocławskim, w 1998 r. obroniła pracę doktorską pt. Optymalizacja warunków hodowli ludzkich keratynocytów in vitro, której promotorem był prof. Maciej Zabel, w 2012 r. otrzymała stopień doktora habilitowanego. W 2019 r. uzyskała tytuł profesora nauk medycznych. Została zatrudniona na stanowisku adiunkta w Katedrze i Zakładzie Biochemii Lekarskiej na Wydziale Lekarskim Akademii Medycznej im. Piastów Śląskich.
Była profesorem nadzwyczajnym Katedry i Zakładu Biochemii Lekarskiej Wydziału Lekarskiego Uniwersytetu Medycznego im. Piastów Śląskich we Wrocławiu.
Była profesorem i kierownikiem w Katedrze i Zakładzie Biologii Molekularnej i Komórkowej na Wydziale Farmaceutycznym  Uniwersytetu Medycznego im. Piastów Śląskich we Wrocławiu, a także członkiem Rady Dyscypliny Naukowej- Nauk Farmaceutycznych Uniwersytetu Medycznego im. Piastów Śląskich we Wrocławiu.